# Keith McKenzie
Pour les articles homonymes, voir McKenzie.
(en) Statistiques sur pro-football-reference
Keith Derrick McKenzie, né le 17 octobre 1973 à Détroit (Michigan), est un américain, ancien joueur et actuel entraîneur de football américain.
Il a évolué aux postes de linebacker et de defensive end en National Football League (NFL) pendant huit ans, dans quatre équipes différentes.
Il est le fils de la légende des Bills de Buffalo Reggie McKenzie (en).

## Carrière
McKenzie est sélectionné par les Packers de Green Bay lors de la draft 1996 de la NFL. En 1997, il remporte le Super Bowl XXXI avec les Packers.